# Challenger of Santa Clarita 2007
Il Challenger of Santa Clarita 2007 è stato un torneo di tennis facente parte della categoria ATP Challenger Series nell'ambito dell'ATP Challenger Series 2007. Il torneo si è giocato a Valencia negli Stati Uniti dal 9 al 15 aprile 2007 su campi in cemento e aveva un montepremi di $50 000+H.

## Vincitori

### Singolare
Alex Bogdanović ha battuto in finale  Zack Fleishman con il punteggio di 6–4, 6(4)–7, 6–3

### Doppio
Harel Levy /  Sam Warburg hanno battuto in finale  Cecil Mamiit /  Eric Taino con il punteggio di 6–2, 6–4